# ラールバーグ急行

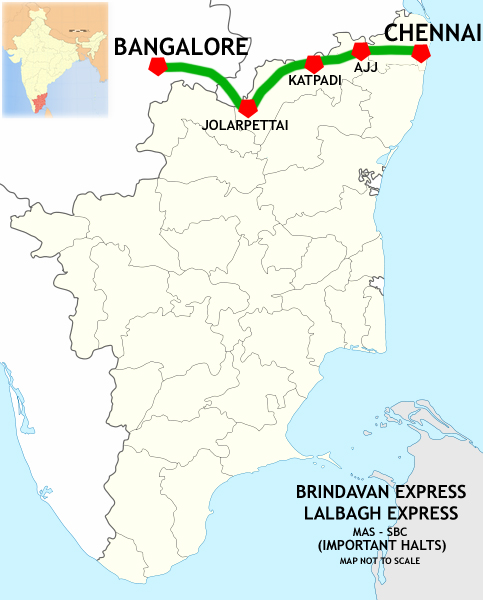
路線図

ラールバーグ急行（英語: Lalbagh Express）は、インドの急行列車の1つ。大都市・チェンナイとベンガルールの間を結ぶ列車で、1992年から営業運転を実施している。

## 概要
チェンナイのチェンナイ中央駅とベンガルール（バンガロール）のクランティヴィラ・サンゴリ・ラヤンナ・ベンガルール駅（バンガロール・シティ駅）の間を結ぶ急行列車。1992年7月1日の運行開始当初は同区間を結ぶ最速列車として設定されており、途中停車駅も2駅のみであったが、高速運転を実施するシャターブディー急行が同区間に設定された事もあり、2022年時点で停車駅は11箇所となり所要時間も増加している。
使用される客車については、2019年に従来のICF客車から安全性や快適性、収容力を高めたLHB客車に置き換えられている。

## 関連列車
- チェンナイ - ベンガルール（バンガロール）間の急行列車[3][4]
  - ブリンダヴァン急行（Brindavan Express）
  - チェンナイ・セントラル-ベンガルール・シティ・シャターブディー急行（英語版）（Chennai Central–Bengaluru City Shatabdi Express）
  - チェンナイ-バンガロール・ダブルデッカー急行（英語版）（Chennai–Bangalore Double Decker Express）